# Mipus sugitanii
Mipus sugitanii is een slakkensoort uit de familie van de Muricidae. De wetenschappelijke naam van de soort is voor het eerst geldig gepubliceerd in 1985 door Kosuge.